# Friedrich Thoms
Friedrich Thoms (* 15. Februar 1920) war Fußballspieler in der Oberliga des ostdeutschen Sportausschusses. Er spielte dort für die ZSG Anker / BSG Motor Wismar.

## Sportliche Laufbahn
Unmittelbar nach dem Zweiten Weltkrieg bestimmte Wismar das Fußballniveau im Norden Ostdeutschlands. 1948 begann der Wismarer Aufstieg mit der Mecklenburger Vizemeisterschaft der SG Süd hinter der SG Schwerin. In Wismars Reihen stand der 28-jährige Friedrich Thoms. Als Vizemeister war Wismar für die erstmals 1948 ausgetragene Fußball-Ostzonenmeisterschaft qualifiziert, schied jedoch bereits nach dem ersten Spiel gegen den späteren Vizemeister Freiimfelde Halle mit 1:3 aus. Thoms war auch daran beteiligt, als die SG Süd 1949 Mecklenburger Fußballmeister wurde. Im entscheidenden Auswärtsspiel gegen die SG Schwerin vor 12.000 Zuschauern gewannen die Ostseestädter mit Thoms als rechtem Läufer mit 1:0. Der zweite Anlauf in der Ostzonenmeisterschaft 1949 ging mit einer 0:10-Niederlage gegen den späteren Finalisten Fortuna Erfurt erneut daneben.
Trotzdem hatte sich Wismar als Landesmeister für die erste Saison der neu gegründeten Oberliga des ostdeutschen Sportausschusses qualifiziert. In dieser Spielzeit 1949/50 konnten die Wismarer, nun als ZSG Anker antretend, nur um den Klassenerhalt kämpfen. Am Saisonende war zwischen Anker Wismar und der punktgleichen SG Altenburg Nord ein Entscheidungsspiel um den Verbleib in der Oberliga erforderlich. Vor 12.000 Zuschauern in Magdeburg verlor die ZSG, diesmal mit Thoms als Mittelläufer, mit 2:3 und musste in die zweitklassige DDR-Liga absteigen. Thoms hatte zuvor 24 der 26 ausgetragenen Punktspiele bestritten und war in der Regel im rechten Mittelfeld aufgeboten worden.
15 der 16 Punktspiele absolvierte Thoms in der DDR-Ligasaison 1950/51 und erzielte am 7. Spieltag sein erstes Punktspieltor im DDR-weiten Ligenbetrieb beim 3:0-Sieg über Chemie Großräschen. Es blieb bei diesem einen Tor, trotzdem erreichte Wismar das Entscheidungsspiel gegen die punktgleiche SG Volkspolizei Potsdam um den Wiederaufstieg in die Oberliga. Thoms spielte wie gewohnt im Mittelfeld und konnte nach einem 2:1-Sieg vor 6.500 Zuschauern in Stendal die Rückkehr in die Oberliga feiern. Auch die zweite Oberligasaison wurde für die nun als BSG Motor antretenden Wismarer zum Kampf um den Klassenerhalt. Er wurde nach 22 Niederlagen verloren. Diesmal war Thoms nur in 19 der 36 Punktspiele dabei und hatte, in allen Mannschaftsteilen aufgeboten, auch keine feste Stammposition. Am 19. Spieltag, dem 30. Dezember 1951, erzielte er sein einziges Oberligator, mit dem er den Ausgleich zum 1:1 gegen die SG Volkspolizei Dresden schoss.
Für den 31-Jährigen war es die letzte Saison für Motor Wismar. Innerhalb von drei Spielzeiten im überregionalen Fußball hatte Thoms 58 von 78 möglichen Punktspielen bestritten, davon 43 in der Oberliga.